# Front islamique (Syrie)
Ne doit pas être confondu avec Front islamique syrien ou Front islamique de libération syrien.
Pour les articles homonymes, voir Front islamique.
Le Front islamique (arabe : الجبهة الإسلامية, al-Jabhat al-Islāmiyyah) était une alliance de groupes rebelles lors de la guerre civile syrienne, active de 2013 à 2016.

## Histoire

### Fondation
Le Front islamique est formé le 22 novembre 2013 par des brigades venues du Front islamique de libération syrien (islamistes modérés) et du Front islamique syrien (islamistes salafistes) à la suite de la dissolution de ces deux mouvements. 
Selon des sources diplomatiques, sa création aurait été financée par la Turquie et le Qatar. Il est également parrainé par l'Arabie saoudite.

### Drapeaux

Drapeau du Front islamique
Drapeau de guerre du Front islamique

### Effectif et commandement

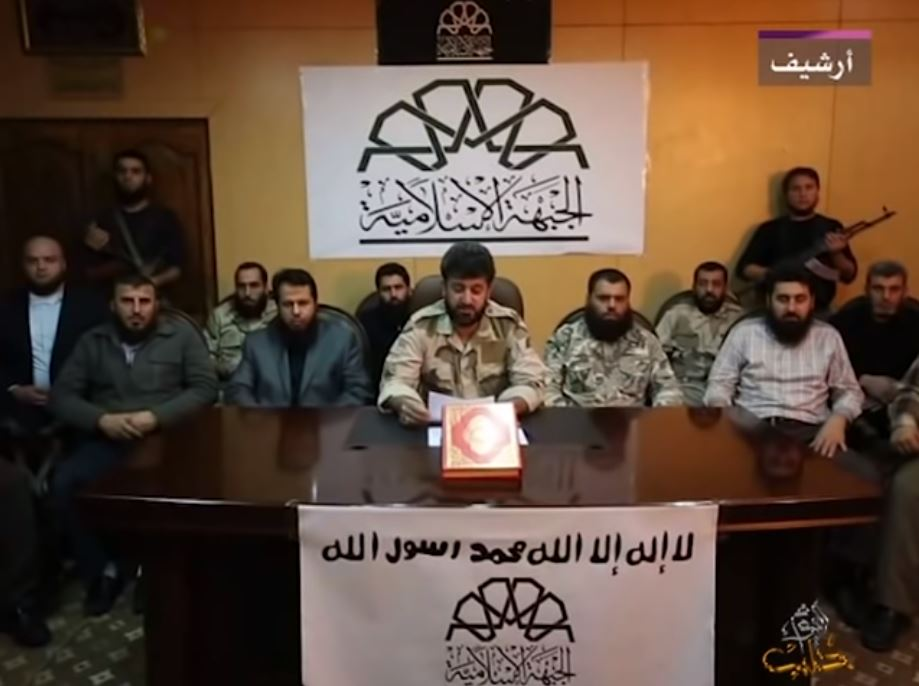
Annonce de la formation du Front islamique, le 22 novembre 2013.

Fort de 50 000 à 80 000 hommes, le Front islamique devient alors le plus important groupe rebelle de Syrie, devant ses rivaux de l'Armée syrienne libre, de l'État islamique de l'Irak et du Levant et du Front al-Nosra,.
Les principaux membres sont : 
- Ahmed Abou Issa (Chef du Front islamique), membre de Suqour al-Cham[3] ;
- Abou Rateb (Secrétaire-général), membre du Liwa al-Haq[3] ;
- Hassan Aboud (Chef politique), membre d'Ahrar al-Cham, tué en septembre 2014[3] ;
- Zahran Allouche (Chef militaire), membre de Jaych al-Islam, tué en décembre 2015[3] ;
- Abou Firas (Porte-parole du mouvement), chef du Liwa al-Tawhid[3].

### Composition
Le Front islamique rassemble sept groupes armés :
- Ahrar al-Cham (Les libres du Levant), environ 10 000 à 20 000 hommes[1],[6], salafiste[7]. Anciennement dans le Front islamique syrien[8]. Actif dans tous les gouvernorats[8].
- Liwa al-Tawhid (Armée de l'Unicité), 8 000 à 12 000 hommes vers fin 2013[1],[7],[6], proche des Frères musulmans[7] et principale brigade des rebelles d'Alep[7]. Anciennement membre du Front islamique de libération syrien[9], active dans le gouvernorat d'Alep et le gouvernorat de Homs. Son chef, Abd al-Qader Salah, est tué peu avant la formation du Front[10].
- Jaych al-Islam ou Liwa al-Islam (Armée de l'Islam), environ 9 000 à 15 000 hommes[1],[6], salafiste[9]. Actif dans le gouvernorat de Damas[7].
- Suqour al-Cham (Les Aigles du Levant), environ 9 000 hommes en 2013[11]. Anciennement affilié au Front islamique de libération syrien et à l'Armée syrienne libre[12]. Affaibli par la perte de plusieurs de ces brigades, début 2014[13]. Actif dans le gouvernorat d'Idleb et d'Alep[12]. Le 22 mars 2015, il annonce sa fusion avec Ahrar al-Cham[14].
- Ansar al-Cham (Les défenseurs du Levant). Anciennement dans le Front islamique syrien[8]. Actif dans le gouvernorat de Lattaquié[8].
- Liwa al-Haq (Armée de la Vérité). Anciennement dans le Front islamique syrien[8]. Actif dans le gouvernorat de Homs[8]. Ce groupe aux effectifs très modeste fusionne avec Ahrar al-Cham en décembre 2014[15].
- Le Front islamique kurde. Groupe mineur, il rallie également Ahrar al-Cham en décembre 2014[15].

### Idéologie
Dans une déclaration publiée le 27 novembre, le Front islamique annonce que son objectif est de créer un État islamique dirigé par une choura et établir la charia comme base du droit. Il affirme que dans cet État, les minorités religieuses et ethniques seraient protégées. Il rejette la démocratie et le nationalisme kurde.

### Dissolution
Le Front islamique disparaît progressivement à partir de l'année 2014. Trois groupes sur sept — Suqour al-Sham, Liwa al-Haq et le Front islamique kurde — rallient Ahrar al-Cham fin 2014 et début 2015. Le 3 septembre 2016, Suqour al-Cham se retire d'Ahrar al-Cham et redevient indépendant. Puis, il rejoint à nouveau Ahrar al-Cham le 25 janvier 2017.
Jaych al-Islam reste indépendant et garde des distances avec les autres groupes tandis que Liwa al-Tawhid éclate en 2014 pour former le Front du Levant et Al-Fauj al-Awwal,,.
Début 2015, Aron Lund, chercheur à la Fondation Carnegie pour la paix internationale, indique que seul Ahrar al-Cham continue d'opérer sous le nom de « Front islamique ».
Le 15 décembre 2016, Ansar al-Cham fusionne avec Jaych al-Islam, puis avec Hayat Tahrir al-Cham le 7 février 2017,.